# العلاقات الموريتانية الهايتية
العلاقات الموريتانية الهايتية هي العلاقات الثنائية التي تجمع بين موريتانيا وهايتي.

## مقارنة بين البلدين
هذه مقارنة عامة ومرجعية للدولتين:
| وجه المقارنة                                              | موريتانيا                 | هايتي                                |
| --------------------------------------------------------- | ------------------------- | ------------------------------------ |
| المساحة (كم2)                                             | 1.03 مليون                | 27.75 ألف                            |
| عدد السكان (نسمة)                                         | 4.42 مليون                | 10.98 مليون                          |
| الكثافة السكانية (ن./كم²)                                 | 4.29                      | 395.68                               |
| العاصمة                                                   | نواكشوط                   | بورت أو برانس                        |
| اللغة الرسمية                                             | اللغة العربية، لغة فرنسية | لغة فرنسية، اللغة الكريولية الهايتية |
| العملة                                                    | أوقية موريتانية، أوقية ‏   | جوردة هايتية                         |
| الناتج المحلي الإجمالي (بليون دولار)                      | 5.02 مليار                | 8.41 مليار                           |
| الناتج المحلي الإجمالي (تعادل القوة الشرائية) بليون دولار |                           | 18.82 مليار                          |
| الناتج المحلي الإجمالي الاسمي للفرد دولار أمريكي          |                           | 818                                  |
| الناتج المحلي الإجمالي للفرد دولار أمريكي                 | 3.91 ألف                  | 1.73 ألف                             |
| مؤشر التنمية البشرية                                      | 0.506                     | 0.483                                |
| رمز المكالمات الدولي                                      | +222                      | +509                                 |
| رمز الإنترنت                                              | .mr                       | .ht                                  |
| المنطقة الزمنية                                           | 00                        | 00                                   |

## منظمات دولية مشتركة
يشترك البلدان في عضوية مجموعة من المنظمات الدولية، منها:
| علم المنظمة | اسم المنظمة                                 | تاريخ انضمام موريتانيا | تاريخ انضمام هايتي |
| ----------- | ------------------------------------------- | ---------------------- | ------------------ |
|             | البنك الدولي للإنشاء والتعمير               | 10 سبتمبر 1963         | 8 سبتمبر 1953      |
|             | منظمة التجارة العالمية                      | 31 مايو 1995           | ?                  |
|             | المركز الدولي لتسوية المنازعات الاستشارية   | 14 أكتوبر 1966         | 26 نوفمبر 2009     |
|             | منظمة حظر الأسلحة الكيميائية                | ?                      | ?                  |
|             | الأمم المتحدة                               | 27 أكتوبر 1961         | 24 أكتوبر 1945     |
|             | مجموعة دول أفريقيا والكاريبي والمحيط الهادئ | ?                      | ?                  |
|             | منظمة الشرطة الجنائية الدولية               | ?                      | ?                  |
|             | وكالة ضمان الاستثمار متعدد الأطراف          | 8 سبتمبر 1992          | 11 ديسمبر 1996     |
|             | يونسكو                                      | 10 يناير 1962          | 18 نوفمبر 1946     |
|             | مؤسسة التنمية الدولية                       | 10 سبتمبر 1963         | 13 يونيو 1961      |
|             | مؤسسة التمويل الدولية                       | 29 ديسمبر 1967         | 20 يوليو 1956      |
|             | الاتحاد البريدي العالمي                     | ?                      | ?                  |
|             | الاتحاد الدولي للاتصالات                    | 18 أبريل 1962          | 10 أكتوبر 1927     |

## وصلات خارجية
- موقع وزارة الخارجية الهايتية